# Eberhard Siegfried Henne
Eberhard Siegfried Henne (* 27. Juli 1759 in Gunsleben; † 5. Dezember 1828 in Berlin) war ein deutscher Kupferstecher.

## Leben

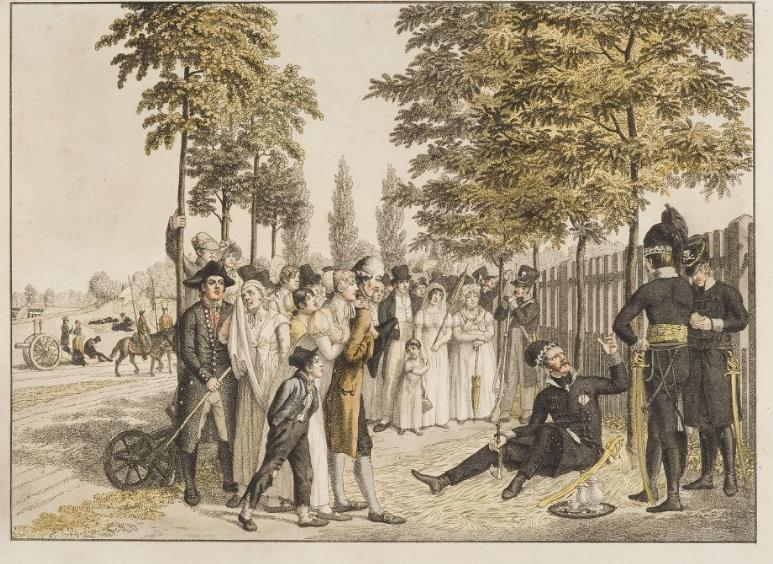
Biwak des Herzogs Friedrich Wilhelm von Braunschweig vor dem Gefecht bei Ölper (1809)

Henne war der Sohn des Pastors Samuel David Ludwig Henne und begann daher 1778 zunächst ein Theologiestudium an der Universität Halle, das er nach einem Jahr abbrach, um an der Akademie in Leipzig das Zeichnen und Radieren zu erlernen. 1781 wechselte er nach Berlin und orientierte sich fortan besonders an Daniel Chodowiecki und seinem künstlerischen Umfeld. 1793 wurde Henne Mitglied der Preußischen Akademie der Künste. Bekannt wurde er durch seinen 1793 auf der Ausstellung der Berliner Akademie gezeigten Stich Opferung der Iphigenie nach Charles André van Loo. Als Reproduktionskupferstecher arbeitete er viel nach Vorlagen Chodowieckis und war auf den Ausstellungen der Berliner Akademie 1793, 1802, 1804 und 1806 präsent. Darunter waren auch Buchillustrationen, unter anderen für die Cotta’sche Verlagsbuchhandlung. Die Franzosenzeit und die Koalitionskriege brachten ihn in wirtschaftliche Bedrängnis und zwangen ihn, auch kleinere Privataufträge anzunehmen. 1808 wich er zu seiner Verwandtschaft in Braunschweig und Westerburg aus. Hier entstand das bekannte Blatt der Befreiungskriege vom Biwak des Herzogs Friedrich Wilhelm von Braunschweig vor dem Gefecht bei Ölper (1809). An den Ort dieses Biwaks erinnert heute noch die Friedrich-Wilhelm-Eiche in Braunschweig. Des Weiteren die Stiche nach Cranachs Flügelaltar des Jüngsten Gerichts und Harzansichten. 1809 zog es ihn wieder nach Berlin, wo 1810 sein Blatt des Abschieds des Königs und der königlichen Prinzen von der sterbenden Königin Luise entstand. 1817 wurde er Lehrer an der dortigen Preußischen Akademie der Künste.